# Jevgenia Tarasova
Jevgenia Maksimovna Tarasova (Russisch: Евгения Максимовна Тарасова; Kazan, 17 december 1994) is een Russisch kunstschaatsster die uitkomt als paarrijdster. Ze schaatst sinds 2012 met Vladimir Morozov. Tarasova en Morozov gaven in 2014 toe ook buiten het ijs een relatie te hebben. In 2017 en 2018 werden ze Europees kampioen. Eerder schaatste ze met Jegor Tsjoedin.

## Biografie
Tarasova begon in 1998 met kunstschaatsen. Haar ouders wilden graag ze op ballroomdansen ging, maar er was geen dansschool in de buurt. Zodoende viel de keus op kunstschaatsen. Tot haar veertiende was ze een soloschaatsster en trainde ze in haar geboortestad Kazan. In 2008 werd ze vierde bij een Junior Grand Prix-wedstrijd in Wit-Rusland. Ze heeft altijd een zwak gehad voor het paarrijden en toen ze in 2010 de kans kreeg, stapte ze over naar de paren. Tarasova verhuisde tegelijkertijd naar Moskou.
Ze schaatste twee seizoenen met Jegor Tsjoedin. Op advies van haar coach Nina Mozer ging Tarasova in het voorjaar van 2012 een samenwerking aan met Vladimir Morozov. Toen ze nog maar een week samen trainden, brak Morozov zijn voet en kon hij daarom drie maanden niet schaatsen. Na in het seizoen 2012/13 zilver te hebben gewonnen bij het NK junioren, veroverden ze een jaar later de nationale juniorentitel. Ze wonnen de zilveren medaille bij zowel de Winteruniversiade 2013 als de WK junioren 2014 en maakten het seizoen daarna de overstap naar de senioren. Tarasova en Morozov veranderden vlak ervoor wel eerst van coach: ze stopten met Stanislav Morozov (geen familie van Vladimir Morozov) en gingen verder met Andrej Chekalo en Robin Szolkowy. Het duo bemachtigde in 2015 en 2016 brons op de Europese kampioenschappen, gevolgd door goud in 2017 en in 2018. Op de EK's van 2019 en 2020 voegden ze hier een twee zilveren medailles aan toe. Bij de Wereldkampioenschappen stonden ze driemaal op het erepodium, in 2017 werden ze derde, in 2018 en 2019 tweede. Als lid van het team van Russische atleten namen ze in 2018 deel aan de Oympische Spelen waar ze als vierde bij de paren eindigden en met het team de zilveren medaille behaalden.
Tarasova trouwde op 17 juni 2022 met kunstschaatser Fjodor Klimov.

## Persoonlijke records
Tarasova/Morozov
| records             | punten | datum      | toernooi |
| ------------------- | ------ | ---------- | -------- |
| Hoogste totaalscore | 228.47 | 21-03-2019 | WK       |
| Hoogste korte kür   | 081.68 | 15-02-2018 | OS       |
| Hoogste vrije kür   | 151.23 | 18-01-2018 | EK       |

## Belangrijke resultaten
1998-2010 solo, (2010-2012 met Jegor Tsjoedin) 2012-2023 met Vladimir Morozov
| Kampioenschap                                     | 07/08 | 08/09 |        | 12/13  | 13/14         | 14/15         | 15/16         | 16/17         | 17/18         | 18/19         | 19/20         | 20/21         | 21/22         | 22/23 |
| ------------------------------------------------- | ----- | ----- | ------ | ------ | ------------- | ------------- | ------------- | ------------- | ------------- | ------------- | ------------- | ------------- | ------------- | ----- |
| Olympische Spelen                                 |       |       |        |        |               |               |               | 4e · (team)   |               |               |               | Zilver        |               |       |
| Wereldkampioenschap                               |       |       |        |        | 6e            | 5e            | Brons         | Zilver        | Zilver        | *             | 4e            | diskw. (*)    |               |       |
| Europees kampioenschap                            |       |       |        |        | Brons         | Brons         | Goud          | Goud          | Zilver        | Zilver        | *             | Zilver        |               |       |
| Grand Prix-finale                                 |       |       |        |        |               |               | Goud          | 5e            | Brons         |               |               | *             |               |       |
| Nationaal kampioenschap                           |       | 12e   | 5e     | 8e     | Zilver        | Brons         | Zilver        | Goud          | Goud          | Zilver        | Goud          | Brons         | Brons         |       |
| WK junioren                                       |       |       | 5e     | Zilver | geen deelname | geen deelname | geen deelname | geen deelname | geen deelname | geen deelname | geen deelname | geen deelname | geen deelname |       |
| Junior Grand Prix-finale                          |       |       |        | 4e     | geen deelname | geen deelname | geen deelname | geen deelname | geen deelname | geen deelname | geen deelname | geen deelname | geen deelname |       |
| NK junioren                                       | 7e    | 8e    | Zilver | Goud   | geen deelname | geen deelname | geen deelname | geen deelname | geen deelname | geen deelname | geen deelname | geen deelname | geen deelname |       |
| * Afgelast naar aanleiding van de coronapandemie. |       |       |        |        |               |               |               |               |               |               |               |               |               |       |

(*) Alle Russische en Wit-Russische kunstschaatsers mochten niet deelnemen vanwege de inval in Oekraïne.